# Asiceratinops kolymensis
Asiceratinops kolymensis là một loài nhện trong họ Linyphiidae.
Loài này thuộc chi Asiceratinops. Asiceratinops kolymensis được Kirill Yuryevich Eskov miêu tả năm 1992.